# Seznam asirskih vladarjev
Seznam asirskih vladarjev od najzgodnješe dobe dalje. Usklajevanje z absolutnimi datumi je narejeno s pomočjo babilonske kronologije in asirskih popisov eponimov, kar daje precej natančne datume za obdobje od 911 pr. n. št do 649 pr. n. št.
Točen čas vladanja v obdobju od 1420 do 1179 pr. n. št. je posebej problematičen, ker zavisi od tega, kateri Popis asirskih kraljev se uporablja. Ta popis je narejen po podatkih Popisa asirskih kraljev B in C, ki kraljem Ninurta-apal-Ekuru in Ašur-nadin-apliju daje samo tri leta vladanja, dočim Popis asirskih kraljev A Ninurta-apal-Ekuru daje 14 let, Ašur-nadin-apliju pa 4.
Glede na to, da leta med 1179 in 912 pr. n. št. niso zanesljive tako kot tiste po 912, so splošno sprejete med asirologi. Datiranje konca asirskega obdobja do danes je nezanesljivo, ker manjkajo popisi eponimov po letu 649.

## Klinopisni viri
Obstajajo tri klinopisne tablične različice seznama kraljev in dva fragmenta. Ti segajo v zgodnje prvo tisočletje pred našim štetjem, najstarejši list (8. stoletje pred našim štetjem), se ustavi na Tiglat-Pileser II. (okoli 967–935 pred našim štetjem) in najmlajši, seznam C, pri Šalmaneser V. (727–722 pred našim štetjem). Asirologi verjamejo, da je bil seznam prvotno sestavljen z namenom povezati Šamšhi-Adada I., Amorejca, ki je osvojil Ašur. Pismouki so nato kopirali sezname in ga sčasoma dodali.

### Zgodnjeasirsko obdobje
| Zgodnje asirsko obdobje |                            |                                                    |
| Ime | Vladal                     | Komentar                                           |
| »kralji, ki so živeli v šotorih« |                            |                                                    |
| Ta del seznama je izrazito podoben predhodnikom prve babilonske dinastije. Po Cambridge Ancient History konec tega dela seznama »označuje konec nomadskega obdobja Asirskega ljudstva« in »potrditev Ušpije za ustanovitelja semitskega mesta Ašur.« Vsi datumi so po kratki kronologiji. |                            |                                                    |
| Ikunum | ?                          |                                                    |
| Tudija | okoli 2450-2400 pr. n. št. | Sodobnik Ibriuma Eblskega                          |
| Adamu | okoli 2400-2375 pr. n. št. | Najstarejša znana raba inema Adam (kot Adamu).     |
| Jangi | okoli 2375-2350 pr. n. št. |                                                    |
| Suhlamu | okoli 2350-2325 pr. n. št. |                                                    |
| Harharu | okoli 2325-2300 pr. n. št. |                                                    |
| Mandaru | okoli 2300-2275 pr. n. št. |                                                    |
| Imsu | okoli 2275-2250 pr. n. št. |                                                    |
| Harsu | okoli 2250-2225 pr. n. št. |                                                    |
| Didanu | okoli 2225 pr. n. št.      |                                                    |
| Hana | okoli 2200 pr. n. št.      |                                                    |
| Zuabu | okoli 2175-2150 pr. n. št. |                                                    |
| Nuabu | okoli 2150-2125 pr. n. št. |                                                    |
| Abazu | okoli 2125-2100 pr. n. št. |                                                    |
| Belu | okoli 2100 pr. n. št.      |                                                    |
| Azarah | okoli 2075 pr. n. št.      |                                                    |
| Ušpija | okoli 2050-2030 pr. n. št. | Domnevni ustanovitelj Ašurjevega templja v Ašurju. |
| Apiašal | okoli 2030-2027 pr. n. št. | Ušpijev sin.                                       |
| »v šotorih je živelo sedemnajst kraljev« |                            |                                                    |
| »kralji, katerih očetje so znani« |                            |                                                    |
| Apiašal | okoli 2030-2027 pr. n. št. | Ušpijev sin.                                       |
| Hale | okoli 2027-2024 pr. n. št. | Apiašalov sin.                                     |
| Samani | okoli 2024-2021 pr. n. št. | Halejev sin.                                       |
| Hajani | okoli 2018 pr. n. št.      | Samanijev sin.                                     |
| Ilu-Mer | okoli 2018-2015 pr. n. št. | Hajanijev sin.                                     |
| Jakmesi | okoli 2015-2012 pr. n. št. | Ilu-Merjev sin.                                    |
| Jakmeni | okoli 2012-2009 pr. n. št. | Jakmesijev sin.                                    |
| Jazkur-el | okoli 2009-2006 pr. n. št. | Jakmenijev sin.                                    |
| Ila-kabkabu | okoli 2101-2088 pr. n. št. | Jazkur-elov sin.                                   |
| Aminu | okoli 2088-2075 pr. n. št. | Ila-kabkabov sin.                                  |
| »znane očete je imelo deset krajev« |                            |                                                    |
| Ta del seznama je bil v nasprotju z drugimi deli napisan v obratnem vrstnem redu. Začel se je z Aminujem in končal z Apiašalom in se pogosto interpretiral kot seznam Šamši-Adadovih prednikov. V skladu s to predpostavko so znanstveniki sklepali, da je bila prvotna oblika Asirskega seznama kraljev napisana kot »poskus, da se potrdi Šamši-Adada kot legitimnega vladarja Ašurja in zamegli ne-asirsko poreklo njegovih prednikov z njihovo vključitvijo v asirsko rodoslovje«. Interpretacija ni bila soglasno sprejeta. Cambridge Ancient History seznam intrepretira kot Seznam Sulijevih in ne Šamši-Adadovih prednikov. |                            |                                                    |
| »kralji, katerih eponimi niso znani« |                            |                                                    |
| Na seznanu so zgodnji vladarji Ašurja. |                            |                                                    |
| Sulili | okoli 2000 pr. n. št.      | Aminujev sin.                                      |
| Kikija | okoli 2000 pr. n. št.      |                                                    |
| Akija | okoli 2049—2036 pr. n. št. |                                                    |
| Puzur-Ašur I. | okoli 2000 pr. n. št.      |                                                    |
| Šalim-ahe | okoli 1900 pr. n. št.      | Sin Puzur-Ašurja I.                                |
| Ilu-šuma | okoli 1945-1906 pr. n. št. | Šalim-ahejev sin.                                  |
| za šest kraljev (katerih imena so bila napisana) na zidakih eponimi niso bili znani |                            |                                                    |

### Staroasirsko obdobje
Poškodbe na tablicah vseh treh obstoječih seznamov kraljev onemogočajo izračun približnih datumov vladanja od Sargona I. do Enlil-nasirja II. (okoli 1860 – okoli 1420 pr. n. št., kratka kronologija). Razen tega v standardni seznam vladarjev niso vključeni trije kralji, dokazani nekje v tem obdobju. Seznam od  Enlil-nasirja I. dalje tvori neprekinjen niz vladarjev z znanimi obdobji vladanja. Razlike v vladavinah Ašur-nadin-aplija  (okoli  1196–1194 pr. n. št., kratka kronologija) in Ninurta-apal-Ekurja (okoli 1182–1180 pr. n. št., kratka kronologija)  na različnih seznanih prispevajo k razpravam  o kronologiji staroveškega Bližnjega vzhoda. 
| Staroasirsko obdobje                                                                                        |                                             | |
| Ime | Vladal                                      | Komentar |
| Erišum I.                                                                                                   | okoli 1905-1867 pr. n. št. (30 ali 40 let)  | Ilu-šumov sin, sodobnik Sumuabuma, prvega vladarja Babilonije, domnevni graditelj templja v Ašurju.                                                                               |
| Ikunum | okoli 1867-1860 pr. n. št.                  | Ilušumov sin. |
| Sargon I.                                                                                                   | (poškodovano besedilo)                      | Ikunumov sin. |
| Puzur-Ašur II.                                                                                              | okoli 1865 pr. n. št.-okoli 1857 pr. n. št. | Sin Sargona I. |
| Naram-Sin                                                                                                   | (poškodovano besedilo)                      | Sin Puzur-Ašurja II. |
| Erišum II.                                                                                                  | (poškodovano besedilo)                      | Sin Naram-Sina. |
| Šamši-Adad I.                                                                                               | okoli 1700 pr. n. št. (33 let)              | Sin lokalnega vladarja Ila-kabkabuja. |
| Išme-Dagan I.                                                                                               | (40 let)                                    | Sin Šamši-Adada I. |
| Mut-Aškur                                                                                                   | (ni znano)                                  | Sin Išme-Dagana I., poročen s huritsko kraljico; v standardni seznam kraljev ni vključen, je pa dokazan.                                                                          |
| Rimuš... | (ni znano)                                  | Vključen v alternativni seznam kraljev; zadnji del imena manjka; v standardni seznam kraljev ni vključen.                                                                         |
| Asinum | (ni znano)                                  | Vnuk Šamši-Adada I.; s pretola ga je izrinil podregent Puzur-Sin, ker je bil amoritskega porekla; v standardni seznam kraljev ni vključen, je pa dokazan na Puzur-Sinovem napisu. |
| Sedem uzurpatorjev: - Ašur-dugul - Ašur-apla-idi - Nasir-Sin - Sin-namir - Ipki-Ištar - Adad-salulu - Adasi | (ni znano)                                  | Adasi je okoli leta 1720 pr. n. št. iz Asirije izgnal Babilonce in Amorite. |
| Bel-bani | 1700-1692 pr. n. št. (10 let)               | Adasijev sin. |
| Libaja | 1692–1674 pr. n. št. (17 let)               | Bel-banijev sin. |
| Šarma-Adad I.                                                                                               | 1673–1662 pr. n. št. (12 let)               | Libajev sin. |
| Iptar-Sin                                                                                                   | 1662–1650 pr. n. št. (12 let)               | Sin Šarma-Adada I. |
| Bazaja | (28 let)                                    | Iptar-Sinov sin. |
| Lulaja | (6 let)                                     | »Nikogaršnji sin«. |
| Šu-Ninua | (14 let)                                    | Bazajev sin. |
| Šarma-Adad II.                                                                                              | (3 leta)                                    | Šu-Nunuajev sin. |
| Erišum III.                                                                                                 | (13 let)                                    | Šu-Nunuajev sin. |
| Šamši-Adad II.                                                                                              | (6 let)                                     | Erišumov sin. |
| Išme-Dagan II.                                                                                              | (16 let)                                    | Sin Šamši-Adada II. |
| Šamši-Adad III.                                                                                             | (16 let)                                    | Sin (nekega drugega) Išme-Dagana, brat Šarma-Adada II. |
| Ašur-nirari I.                                                                                              | (26 let)                                    | Sin Išme-Dagana. |
| Puzur-Ašur III.                                                                                             | (24 ali 14 let)                             | Sin Ašur-nirarija I., sodobnik Burnaburiaša I. Babilonskega. |
| Enlil-nasir I.                                                                                              | (13 let)                                    | Sin Puzur-Ašurja III. |
| Nur-ili | (12 let)                                    | Sin Enlil-nasirja I. |
| Ašur-šaduni                                                                                                 | (1 mesec)                                   | Sin Nur-ilija. |
| Ašur-rabi I.                                                                                                | (poškodovano besedilo)                      | Sin Enlil-nasirja I.; Ašur-šaduni ga je odstavil in sam zasedel prestol. |
| Ašur-nadin-ahe I.                                                                                           | (poškodovano besedilo)                      | Sin Ašur-rabija I. |
| Enlil-nasir II.                                                                                             | okoli 1420–1415 pr. n. št.                  | Brat Ašur-nadin-ahe I.. ki ga je odstavil. |
| Ašur-nirari II.                                                                                             | okoli 1414–1408 pr. n. št.                  | Sin Enlil-nasirja II. |
| Ašur-bel-nišešu                                                                                             | okoli 1407–1399 pr. n. št.                  | Sin Ašur-nirarija II. |
| Ašur-rim-nišešu                                                                                             | okoli 1398–1391 pr. n. št.                  | Sin Ašur-bel-nišešuja. |
| Ašur-nadin-ahe II.                                                                                          | okoli 1390–1381 pr. n. št.                  | Sin Ašur-rim-nišešuja. |

### Srednjeasirsko obdobje
Datumi do Ninurta-apal-Ekurja (okoli 1182–1180 pr. n. št.) so predmet razprav, ker so dolžine vladavin na različnih seznamih kraljev zelo različne. Datumi do Enlil-nasirja II. temeljijo na asirskih seznamih kraljev B in C, ki Ašur-nadin-apliju in Ninurta-apal-Ekurju pripisujeta samo tri leta vladanja. Asirski seznam A Ašur-nadin-apliju  pripisuje štiri leta, Ninurta-apal-Ekurju pa trinajst let vladanja.
Datumi od leta 1179 do 912 pr. n. št. so manj zanesljivi kot datumi po letu 911 pr. n. št., vendar niso sporni. 
| Srednjeasirsko obdobje                     |                            |                                                                                                |
| Kralj                                      | Vladal                     | Komentar                                                                                       |
| Eriba-Adad I.                              | okoli 1380–1353 pr. n. št. | Sin Ašur-bel-nišešuja.                                                                         |
| Ašur-ubalit I.                             | okoli 1353–1318 pr. n. št. | Sin Eriba-Adada I.                                                                             |
| Enlil-nirari                               | okoli 1317–1308 pr. n. št. | Sin Ašur-ubalita.                                                                              |
| Arik-den-ili                               | okoli 1307–1296 pr. n. št. | Sin Enlil-nirarija.                                                                            |
| Adad-nirari I.                             | okoli 1295–1264 pr. n. št. | Sin Arik-den-ilija.                                                                            |
| Šalmaneser I.                              | okoli 1263–1234 pr. n. št. | Sin Adad-nirarija I.                                                                           |
| Tukulti-Ninurta I.                         | okoli 1233–1197 pr. n. št. | Sin Šalmaneserja I.                                                                            |
| Ašur-nadin-apli                            | okoli 1196–1194 pr. n. št. | Ašur-nadin-apli je odstavil svojega očeta Tukulti-ninurto I. in sam zasedel asirski prestol.   |
| Ašur-nirari III.                           | okoli 1193–1188 pr. n. št. | Sin Ašur-nadin-aplija.                                                                         |
| Enlil-kuduri-usur                          | okoli 1187–1183 pr. n. št. | Sin Tukulti-Ninurte I.                                                                         |
| Ninurta-apal-Ekur                          | okoli 1182–1180 pr. n. št. | Sin Ila-Hadda, potomca Eriba-Adada I. Uzurpator.                                               |
| Od Ašur-Dana I. dalje datumi niso skladni. |                            |                                                                                                |
| Ašur-Dan I.                                | okoli 1179–1133 pr. n. št. | Sin Ašur-nadin-aplija.                                                                         |
| Ninurta-tukulti-Ašur                       | okoli 1133 pr. n. št.      | Sin Ašur-dana I. Vladal malo časa.                                                             |
| Mutakil-nusku                              | okoli 1133 pr. n. št.      | Brat Ninurta-tukulti-Ašurja, s katerim se je spopadel za prestol. Vladal je malo časa in umrl. |
| Ašur-reš-iši I                             | okoli 1133–1115 pr. n. št. | Sin Mutakil-Nuskuja.                                                                           |
| Tiglat-Pileser I.                          | okoli 1115–1076 pr. n. št. | Sin Ašur-reš-išija I.                                                                          |
| Ašarid-apal-Ekur                           | okoli 1076–1074 pr. n. št. | Sin Tiglat-Pileserja I.                                                                        |
| Ašur-bel-kala                              | okoli 1074–1056 pr. n. št. | Sin Tiglat-Pileserja I.                                                                        |
| Eriba-Adad II.                             | okoli 1056–1054 pr. n. št. | Sin Ašur-bel-kale.                                                                             |
| Šamši-Adad IV.                             | okoli 1054–1050 pr. n. št. | Sin Tiglat-Pileserja I. Uzurpator.                                                             |
| Ašur-nasir-pal I.                          | okoli 1050–1031 pr. n. št. | Sin Šamši-Adada IV.                                                                            |
| Šalmaneser II.                             | okoli 1031–1019 pr. n. št. | Sin Ašur-nasir-pala I.                                                                         |
| Ašur-nirari IV.                            | okoli 1019–1013 BC         | Sin Šalmaneserja II.                                                                           |
| Ašur-rabi II.                              | okoli 1013–972 pr. n. št.  | Sin Ašur-nasir-pala I.                                                                         |
| Ašur-reš-iši II.                           | okoli 972–967 pr. n. št.   | Sin Ašur-rabija II.                                                                            |
| Tiglat-Pileser II.                         | okoli 967–935 pr. n. št.   | Sin Ašur-reš-išija II.                                                                         |
| Ašur-dan II.                               | okoli 935–912 pr. n. št.   | Sin Tiglat-Pileserja II.                                                                       |

### Novoasirsko obdobje
Sinhronizmi med seznami limmujev in absolutnimi datumi iz babilonskih kronologij omogočajo dobro absolutno datiranje od leta 911 pr. n. št. do 649 pr. n. št.
Datumi čisto na koncu asirskega obdobja so zaradi pomanjkanja seznamov limmujev po letu 649 pr. n. št.  nezanesljivi. Nekateri viri trdijo, da je Asurbanipal umrl leta 631 pr. n. št. in ne 627 pr. n. št. Ašur-etil-ilani je zato vladal od 631–627 pr. n. št., Sin-šar-iškun pa do leta 612 pr. n. št., ker je znano, da je padel med obleganjem Niniv.
| Novoasirsko obdobje |                               |                                                                 |
| Ime | Vladal                        | Komentar                                                        |
| Adad-nirari II. | 912–891 pr. n. št.            | Sin Ašur-Dana II.                                               |
| Tukulti-Ninurta II. | 891–884 pr. n. št.            | Sin Adad-nirarija II.                                           |
| Ašurnasirpal II. | 884–859 pr. n. št.            | Sin Tukulti-Ninurte II.                                         |
| Šalmaneser III. | 859–824 pr. n. št.            | Sin Ašurnasirpala II.                                           |
| Šamši-Adad V. | 824–811 pr. n. št.            | Sin Šalmaneserja III.                                           |
| Šamu-ramat, regent, 811–808 pr. n. št. |                               |                                                                 |
| Adad-nirari III. | 811–783 pr. n. št.            | Sin Šamši-Adada V.                                              |
| Šalmaneser IV. | 783–773 pr. n. št.            | Sin Adad-nirarija III.                                          |
| Ašur-Dan III. | 773–755 pr. n. št.            | Sin Šalmaneserja IV.; sončni mrk leta 763 pr. n. št.            |
| Ašur-nirari V. | 755–745 pr. n. št.            | Sin Adad-nirarija III.                                          |
| Tiglat-Pileser III. | 745–727 pr. n. št.            | Sin Ašur-nirarija V.                                            |
| Šalmaneser V. | 727–722 pr. n. št.            | Sin Tiglat-Pileserja III.                                       |
| Konec dokumenta, znanega kot Asirski seznam kraljev; naslednji kralji so vladali potem, ko je bil Seznam napisan.                          |                               |                                                                 |
| Sargon II. | 722–705 pr. n. št.            |                                                                 |
| Sanherib | 705–681 pr. n. št.            |                                                                 |
| Asarhadon | 681–669 pr. n. št.            |                                                                 |
| Datumi zadnjih kraljev niso zanesljivi. |                               |                                                                 |
| Asurbanipal | 669–med 631 in 627 pr. n. št. |                                                                 |
| Ašur-etil-ilani | okoli 631–627 pr. n. št.      |                                                                 |
| Sin-šumu-lišir | 626 pr. n. št.                |                                                                 |
| Sin-šar-iškun | ca. 627–612 pr. n. št.        | Bitka pri Ninivah, ki je pomenila njihov konec.                 |
| Leta 612 pr. n. št. so asirsko prestolnico Ninive osvojili Medijci, Babilonci in Skiti; asirski general je še nekaj let vladal iz Harrana. |                               |                                                                 |
| Ašur-ubalit II. | 612-okoli 608 pr. n. št.      | Harran sta osvojila Kjaksar Medijski in Nabopolasar Babilonski. |

- Asurnasirpal II.
- Šalmaneser III.
- Šamši-Adad V.
- Adad-Nirari III.
- Tiglat-Pileser III.
- Šalmaneser V.
- Sargon II.
- Asurbanipal

## Fragmenti  grških in rimskih seznamov

### Ktezij
Ktezij, dvorni zdravnik perzijskega kralja Artakserksa II., je trdil, da je imel dostop do kraljevih zgodovinskih dokumentov. Njegov seznam asirskih kraljev je vključen v Persico, zgodovino Perzije v 17 knjigah. Prve tri knjige z naslovom Zgodovina Asircev so posvečene predperzijski Asiriji. Skladnost Ktezijevih podatkov z dejansko zgodovino je še vedno predmet razprav. Večina znanstvenikov meni, da je večji del zgodovine izmišljen, na splošno pa je v njej nekaj resnice, prenesene verjetno z ustnim izročilom. Klasični godovinar Robert Drews je kljub temu trdil, da Ktezijev seznam vsebuje podatke z babilonskih  tablic. Ktezijeva Persica kot celota se je izgubila, njeni odlomki pa so se ohranili v delih Diodorja Sicilskega, Nikolaja iz Damaska in Fotija.  Iz teh fragmentov je razvidno, da je Ktezij ustanovitev Asirije datiral v leto okoli 2166 pr. n. št. Njen ustanovitelj je bil kralj Nin, mož kraljice Semiramide. Za njima naj bi v 1300 letih v Asiriji vladalo 30 kraljev.  Zadnji naj bi bil Sardanapal (okoli 866 pr. n. št.). Njihova imena so se izgubila.

### Kastor z Rodosa in Kefalio
V 1. stoletju pr. n. št. je Kastor z Rodosa sestavil seznam asirskih kraljev, podoben Ktezijevemu.  Ohranili so se samo odlomki seznama, iz katerih je kljub temu razvidno, da se je Kastorjev seznam začel z Belom. Vanj je vključen tudi Nin, za katerega piše, da je bil Semiramidin mož. Nin je na Kastorjevem seznamu drugi kralj in ne prvi in je vladal 52 let. Kastor datira Bela v leto 2123 pr. n. št. 
S fragmenta zapisa rimskega zgodovinarja Kefalia  je razvidno, da je bil Ninov naslednik njegov sin Ninjas.

### Julij Afričan
Nepopoln seznam 16 asirskih kraljev iz Afričanove Kronografije (zgodnje 3. stoletje n. št.): 
| “ | Od asirskih kraljev prvi je bil Bel, ki je vladal 55 let. Neenus .. .. 52 let. Semiramis .. .. 42. Ninaus (Ninjas?), ki se je imenoval Zamis, sin Neenusa in Semiramide; vladal je 38 let. Arius .. .. 30 let. Aralius .. .. .. 40. Kserkses .. .. .. 30. Armamitres .. 38. Belohos .. .. 35. Baleus .. .. .. 52. Setos .. .. .. 50. Mamutos .. .. 30. Ašalius .. .. 28. Sferus .. .. 22. Mamulus .. .. 30. Sparteos .. .. 42. | ” |

### Evzebij Cezarejski
Evzebijeva Kronika (okoli 325 n. št.) vsebuje popoln seznam 36 asirskih kraljev.  

### Excerpta Latina Barbari
Zadnji seznam asirskih kraljev je v Excerpta Latina Barbari,  latinskem prevodu grške kronike, napisane v Aleksandriji med vladanjem Zenona (474–491) ali Anastazija  (491–518). Seznam je bil objavljen v Scalingerjevem Thesaurus temporum (1606). Na tem seznamu je na prvem mestu  kralj Bel. Vladal je 1430 let pred prvo olimpiado (776 pr. n. št.), se pravi okoli leta 2206 pr. n. št.

## Seznami v arabščini
Arabski zgodovinar Al Jakubi je v svojo knjigo Kitāb al-ta'rīkh, napisano leta 873, vključil tudi seznam kraljev »Mosula in Niniv«. V njem so trije prepoznavni kralji in kraljica: Palūs/Tiglat-pileser II. (965–936), Ninūs/Tukulti-Ninurta II. (890–884 pr. n. št.), Lāwasnasir/Asurnasirpal II. (883–859 pr. n. št.) in Shamīram/Semiramida (810–806 pr. n. št.).
Seznam ki so ga sestavili arabski zgodovinarji (Al Biruni) in objavil Isaac Newton v The Chronology of Nations:
| Kralji Asirije  |                |                                                     |
| Kralj           | Vladal         | Komentar                                            |
| Pul             | 790 pr. n. št. | Belos, Nninus, Nimrod, Fredun, Asur                 |
| Semiramis       | 760 pr. n. št. | Pulova žena.                                        |
| Tigleth-Pileser | 747 pr. n. št. | Nabonasarjev brat.                                  |
| Salmanesser     | 729 pr. n. št. | Sargon Akadski                                      |
| Sennacherib     | 719 pr. n. št. | vojna z egiptom-etiopijo.                           |
| Esarddon        | 711 pr. n. št. | osvojitev Egipta.                                   |
| Chinyladdon     | 689 pr. n. št. | Nabuchodonosor, vojna z Medijci, tempeljski napadi. |
| Sarac           | 668 pr. n. št. | Sardanapalus.                                       |